# Retrato de um Homem com um Cravo
Retrato de um Homem com um Cravo é uma pequena pintura a óleo sobre carvalho que se pensa ser da autoria do pintor flamengo Jan van Eyck, ou a um membro da sua escola. Com base na análise dendrocronológica da madeira da pintura, supõe-se que terá sido realizada no final da carreira de van Eyck, talvez em 1436. O retrato encontra-se na Gemäldegalerie, Berlim. O homem usa um chapéu cinzento forrado a pele, e roupas cinzentas, com uma gola em pele; na sua mão segura um cravo, símbolo do casamento. A identidade do homem não é conhecida, mas usa a medalha da Ordem de Santo António, criada por Alberto I da Baviera. O homem é velho, provavelmente com cinquenta e poucos anos, e tem um aspecto rude e grosseiro..